# Multiplicador de capacidad

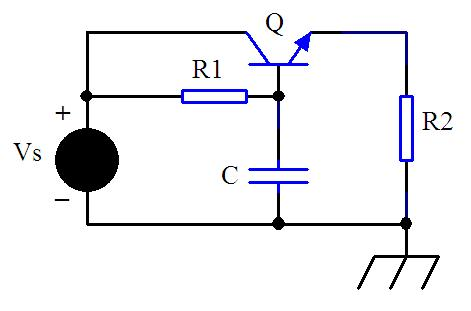
Multiplicador de capacidad.

Un  multiplicador de capacidad  es un transistor configurado de manera tal que actúa para multiplicar el valor de la capacidad del condensador conectado a su base por una cantidad igual a la ganancia de corriente del transistor (β). Este circuito se encuentra generalmente en  fuentes de alimentación donde es de importancia minimizar la fluctuación. 

## Operación
R1 y C forman un filtro pasa bajo y ayudan a alisar cualquier fluctuación en VS. R1 provee la corriente de carga así como la corriente de la base del transistor (denotado por Q). R2 es la carga en el circuito. Sin Q, R2 sería la carga en el condensador y C tendría que ser muy grande para mantener la fluctuación baja. En cambio agregando Q en su lugar, la carga que ve C es simplemente la corriente de la carga reducida por un factor de β. Inversamente, C aparece “multiplicado” por un factor de β a la carga.
Observe que este circuito no es un regulador de voltaje, puesto que el voltaje de la salida varía directamente con la entrada VS. El voltaje de salida es el voltaje de entrada VS menos el voltaje colector emisor de Q V ce. Valores más grandes de R1 (y de C) reducen la ondulación de la salida. En desventaja esto hace que la salida suba de voltaje  lentamente hacia el valor requerido (especialmente cuando la carga está conectada), debido a una constante más grande de tiempo de R1 y de C.